# Distrikt Jesús Nazareno
Der Distrikt Jesús Nazareno liegt in der Provinz Huamanga in der Region Ayacucho in Südzentral-Peru. Der Distrikt wurde am 6. Juni 2000 aus Teilen des Distrikts Ayacucho gebildet. Der Distrikt hat eine Fläche 16,3 km². Beim Zensus 2017 wurden 18.492 Einwohner gezählt. Im Jahr 2007 lag die Einwohnerzahl bei 15.399. Die Distriktverwaltung befindet sich in der 2780 m hoch gelegenen Stadt Las Nazarenas mit 17.590 Einwohnern (Stand 2017). Las Nazarenas ist ein nordöstlicher Vorort der Provinz- und Regionshauptstadt Ayacucho (Huamanga).

## Geographische Lage
Der Distrikt Jesús Nazareno liegt im zentralen Norden der Provinz Huamanga unmittelbar nordöstlich der Regionshauptstadt Ayacucho (Huamanga). Der Distrikt liegt im östlichen Andenhochland. Die Flüsse Río Alameda und Río Huata verlaufen entlang der östlichen und nordöstlichen Distriktgrenze.
Der Distrikt Jesús Nazareno grenzt im Westen an den Distrikt Ayacucho, im Nordosten an die Distrikte Quinua und Tambillo sowie im Süden an den Distrikt Andrés Avelino Cáceres Dorregaray.